# Берізка буквицелиста
Берізка буквицелиста (Convolvulus betonicifolius) — вид квіткових рослин родини берізкових (Convolvulaceae).

## Біоморфологічна характеристика
Це трав'яниста багаторічна лазяча рослина 50–100 см заввишки. Стебла разом з листками і квітконіжками відстовбурчено-волосисті. Квітки пазушні, поодинокі або в 2–5-квіткових суцвіттях. Чашолистки подовжено-ланцетні, 10–12 мм завдовжки. Віночок білий, рідше блідо-рожевий, 25–45 мм завдовжки, на жилках волосистий. Насіння горбкувате, коричневе.

## Поширення
Південь Європи, Кавказ і захід Азії (Македонія, Албанія, Болгарія, Туреччина, Греція [у т. ч. Родос, Східно-Егейські о-ви], Крим, Північний Кавказ, Південний Кавказ, Туреччина [у т. ч. європейська], пн. Ірак, зх. Іран, Кіпр, Ліван, зх. Сирія, Ізраїль, зх. Йорданія); інтродукований в Іспанії, Франції, Італії.
В Україні вид зростає на трав'янистих схилах, як бур'ян у садах та виноградниках — у гірському Криму, рідко.